# Champtoceaux
Champtoceaux korábbi község Franciaország Loire mente régiójában, Maine-et-Loire megyében. 2015. december 15-én nyolc másik korábbi községgel egyesült és Orée d’Anjou új község része lett.
Lakosainak száma 2526 fő (2018. január 1.).

## Népesség
A település népességének változása:
| Lakosok száma | 1100 | 1169 | 1252 | 1524 | 1748 | 2280 | 2413 | 16 581 | 2504 | 2526 |
|               | 1962 | 1968 | 1975 | 1990 | 1999 | 2008 | 2013 | 2016   | 2017 | 2018 |